# Megumi Field
Megumi Field, född 15 oktober 2005, är en amerikansk konstsimmare.

## Karriär
I december 2021 vid panamerikanska spelen för juniorer i Cali tog Field silver tillsammans med Anya Melson i partävlingen samt var en del av USA:s lag som tog silver i både lagtävlingen och i highlight.
I juli 2023 vid VM i Fukuoka var Field en del av USA:s lag som tog brons i det tekniska lagprogrammet. I november 2023 vid panamerikanska spelen i Santiago tog hon silver tillsammans med Ruby Remati i partävlingen samt var en del av USA:s lag som tog silver i lagtävlingen.
I februari 2024 vid VM i Doha var Field en del av USA:s lag som tog brons i det fria lagprogrammet. Vid olympiska sommarspelen 2024 i Paris var hon en del av USA:s lag som tog silver i lagtävlingen samt slutade på 10:e plats tillsammans med Jaime Czarkowski i partävlingen.